# Colonia Monte Sinaí
Colonia Monte Sinaí är en ort i Mexiko.   Den ligger i kommunen Tlapa de Comonfort och delstaten Guerrero, i den sydöstra delen av landet, 220 km söder om huvudstaden Mexico City. Colonia Monte Sinaí ligger 1 072 meter över havet och antalet invånare är 191.
Terrängen runt Colonia Monte Sinaí är huvudsakligen kuperad. Colonia Monte Sinaí ligger nere i en dal. Runt Colonia Monte Sinaí är det ganska tätbefolkat, med 108 invånare per kvadratkilometer. Närmaste större samhälle är Tlapa de Comonfort, 3,2 km sydväst om Colonia Monte Sinaí. Omgivningarna runt Colonia Monte Sinaí är huvudsakligen savann.